# Herminia cristulalis
Herminia cristulalis là một loài bướm đêm trong họ Noctuidae.